# Francesco Munzi
Francesco Munzi, né à Rome en 1969, est un réalisateur et metteur en scène italien.

## Biographie
Francesco Munzi, diplômé en Sciences Politiques en 1998, obtient aussi celui de réalisation au Centro Sperimentale di Cinematografia.
Il débuta comme réalisateur de long métrage en 2004 avec Saimir. Le film est présenté dans la catégorie Orizzonti à la 61e Mostra de Venise, et reçoit une mention spéciale du Prix Luigi De Laurentiis Opera Prima, ainsi que cinq candidatures au Ruban d'argent 2006, deux au David di Donatello 2006 et est cité à l'European Film Awards, Prix pour la meilleure révélation. Munzi remporte le Ruban d'argent du meilleur nouveau réalisateur et est candidat au David di Donatello du meilleur réalisateur débutant.
En 2008 il réalise son second film, Il resto della notte (it), présenté à la Quinzaine des Réalisateurs au Festival de Cannes.
En 2014 il présente à la 71e Mostra de Venise le film Les Âmes noires. Le film a été applaudi pendant 13 minutes et a été bien accueilli par la critique. Au mois de mai 2015, le film reçoit seize nominations au David di Donatello 2015, dont le meilleur film, réalisateur et mise en scène, et en remporte neuf.
En novembre 2018 il fait partie du jury de Bille August lors du 40e Festival international du film du Caire.

## Filmographie

### Court métrage
- 1992 : Valse
- 1994 : Tre del mattino
- 1996 : Nastassia
- 1998 : L'età incerta
- 1999 : Giacomo e Luo Ma

### Documentaires
- 1990 : Van Gogh
- 1994 : La disfatta
- 1999 : Il neorealismo. Letteratura e cinema
- 2021 : Futura (documentaire) coréalisé avec Pietro Marcello et Alice Rohrwacher

### Longs métrages
- 2004 : Saimir
- 2008 : Il resto della notte
- 2014 : Les Âmes noires (Anime nere)
- 2016 : Assalto al cielo

## Distinctions
- 2006 : Ruban d'argent du meilleur nouveau réalisateur
- 2015 :
  - David di Donatello du meilleur film
  - David di Donatello du meilleur réalisateur
  - David di Donatello pour le meilleur scénario